# Cadeadoius niger
Genre
Espèce
Synonymes
- Gonyleptoides niger Mello-Leitão, 1935
- Cadeadoius pungens Mello-Leitão, 1936

Cadeadoius niger, unique représentant du genre Cadeadoius, est une espèce d'opilions laniatores de la famille des Gonyleptidae.

## Distribution
Cette espèce est endémique du Brésil. Elles se rencontrent dans les États de São Paulo et du Paraná.

## Description
La femelle holotype mesure 11,5 mm.

## Systématique et taxinomie
Cette espèce a été décrite sous le protonyme Gonyleptoides niger par Mello-Leitão en 1935. Elle est placée dans le genre Geraeocormobius par Soares et Soares en 1949 puis dans le genre Cadeadoius par Soares et Bauab-Vianna en 1970.

## Publications originales
- Mello-Leitão, 1935 : « Alguns novos opiliões do Estado de S. Paulo e do Distrito Federal. » Archivos do Museu Nacional do Rio de Janeiro, vol. 36, no 1, p. 9–37.
- Mello-Leitão, 1936 : « Notas sobre opiliões. » Boletim do Museu Nacional, vol. 12, no 3/4, p. 1–41.